# Fjodor Saweljewitsch Kon

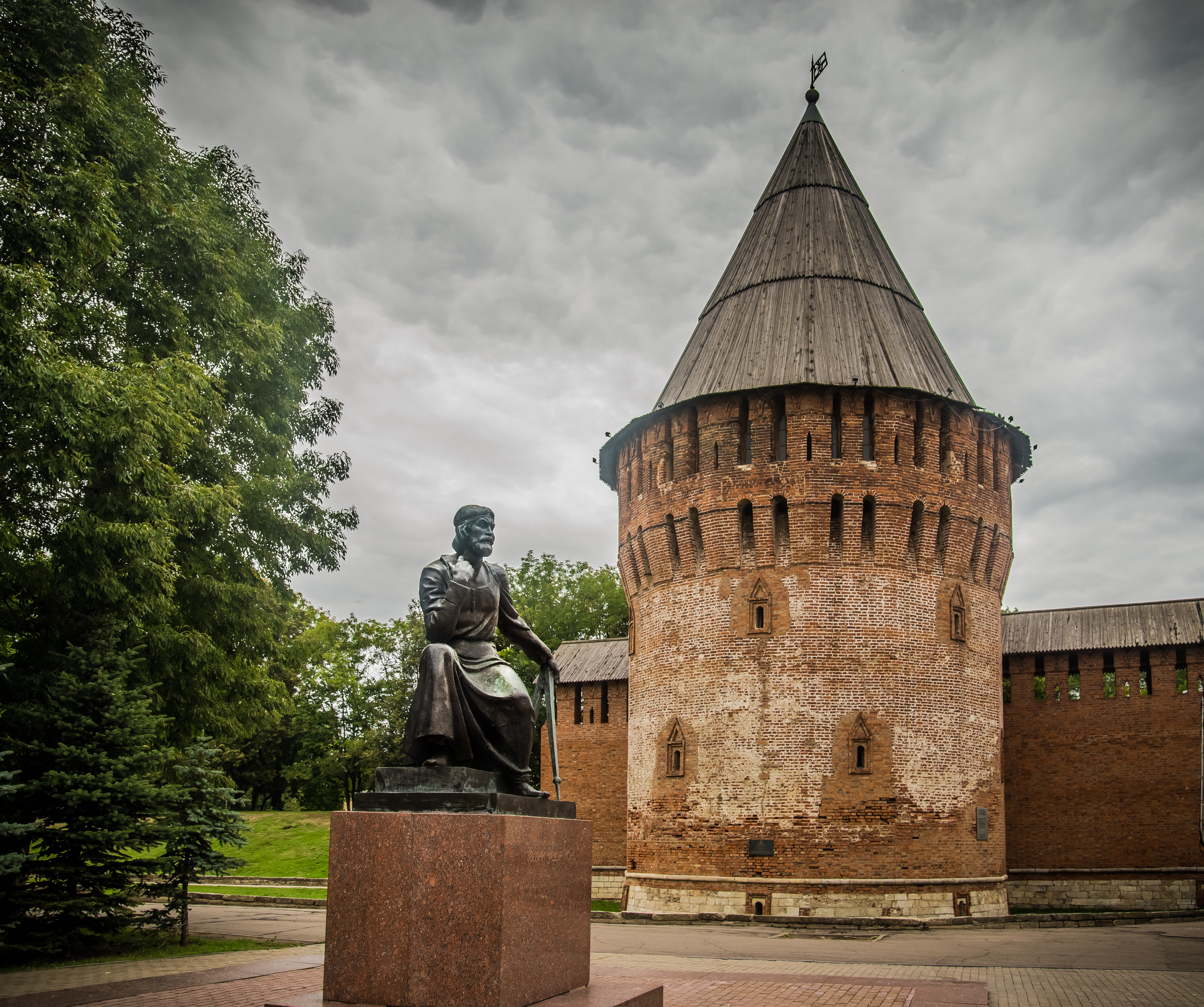
Denkmal für Fjodor Kon in Smolensk

Fjodor Saweljewitsch Kon (russisch Фёдор Савельевич Конь; * um 1540; † nach 1606) war ein russischer Architekt und Baumeister, der in der Regierungszeit von Fjodor I. und Boris Godunow bedeutende Großprojekte leitete. Seine genaue Biografie ist unklar, einiges deutet darauf, dass er aus der Gegend von Smolensk kam. Fjodor Kon zeichnete sich durch eine raffinierte Bautechnik aus. Er ist bekannt als Baumeister folgender Bauwerke:
- Turme und Mauern des Bely Gorod (1585–1593), entlang des heutigen Boulevardrings
- Dreifaltigkeitskirche mit Glockenturm in Bolschije Wjasjomy
- Türme und Mauern des Smolensker Kremls, der größten Festung Osteuropas
- Dreifaltigkeitskloster bei Boldino (vermutlich)
- Borissow Gorodok
- Boris-und-Gleb-Kirche in Borissow-Gorodok (vermutlich)